# ガナ・ワルスカ

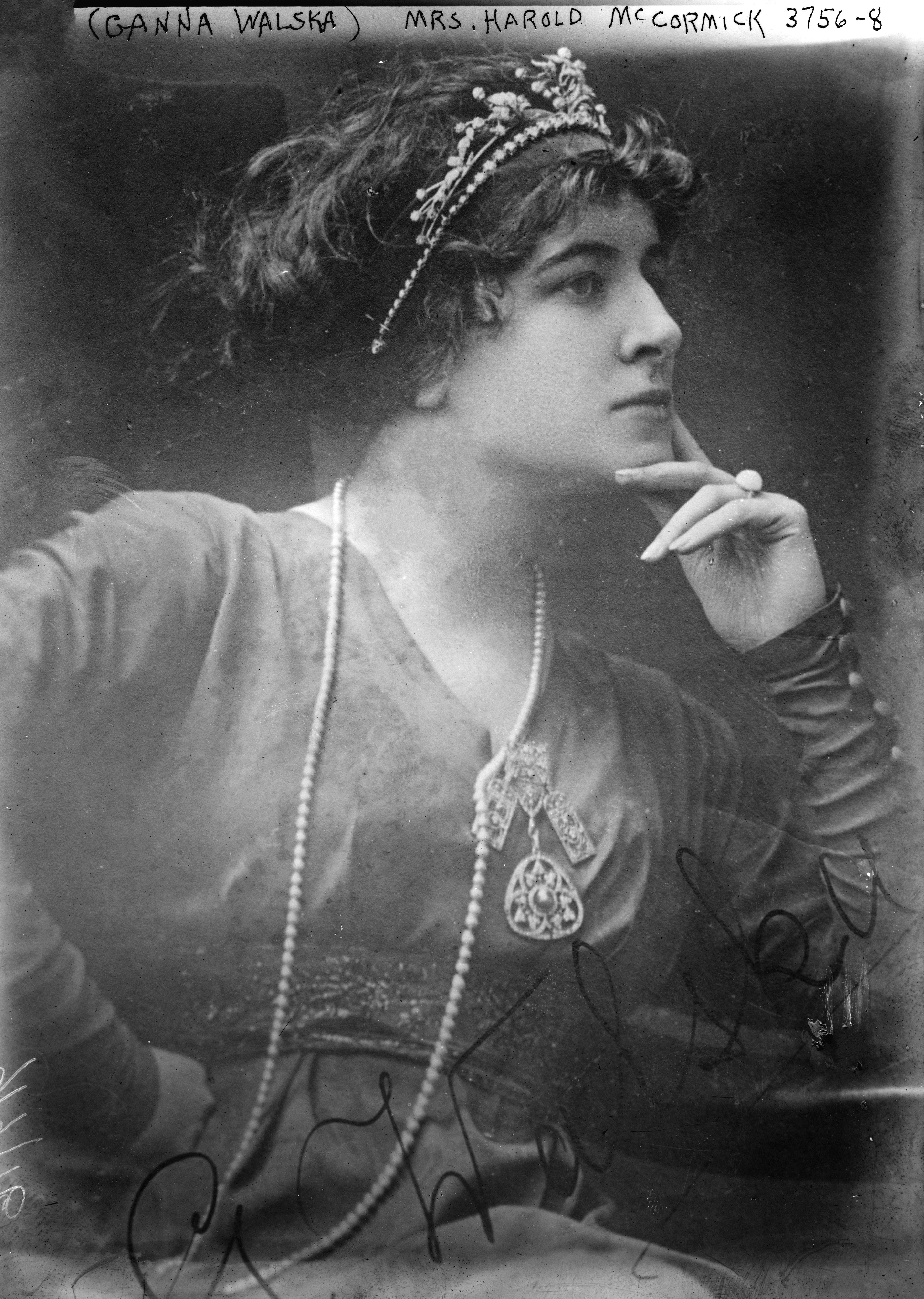
ガナ・ワルスカ

ガナ・ワルスカ（Ganna Walska、ガンナ・ワルスカとも、1887年6月24日 - 1984年3月2日）は、アメリカ合衆国のオペラ歌手、園芸家である。彼女は、歌手としては才能の多大な欠如を指摘されたが、園芸家として高名になった。

## 生涯
ガナ・ワルスカは本名をハンナ・プアチュ（Hanna Puacz）といい、当時はロシア帝国領だったブレストでポーランド系の家庭に生まれた。 
彼女はオペラ歌手を目指していた。オーソン・ウェルズの映画『市民ケーン』では、ワルスカの4番目の夫、ハロルド・マコーミックが彼女の歌手としての才能の明白な欠如が知れ渡っていたにもかかわらず、大々的に宣伝を打ったことを取り上げて、ケーンの2番目の妻であるスーザン・アレキサンダーのモデルに加えている。
映画評論家のロジャー・イーバートは、『市民ケーン』のDVD解説において、才能のないスーザンの人物造形は、ワルスカに基づいていると指摘している。マコーミックは多額の金をワルスカのボイスレッスンに費やした上に、1920年にはシカゴ・リリック・オペラでルッジェーロ・レオンカヴァッロ作のオペラ『ザザ』 (Zazà) を製作して彼女を主役に配置した。彼女はドレスリハーサル中に演出家と衝突し、舞台の上演前に降板してしまったという。ワルスカの声には凄まじいものがあったが、マコーミックだけには快かったのであろうと当時の人々は評している。
1941年にワルスカは当時の夫であったテオス･バーナードの勧めで、チベット仏教の僧侶たちを受け入れるためにサンタバーバラに37エーカーの土地（Cuesta Lindaと呼ばれていた）を購入した。しかし、戦時中でビザ発給が制限されたために、僧侶たちはアメリカに入国することができなかった。1946年にバーナードと離婚した後、彼女はこの地を『ロータスランド』 (Lotusland) と改名し、余生をこの広大な庭園の維持に捧げた。
ワルスカは1984年3月2日にロータスランドで死去し、遺産をロータスランドの維持管理基金として残した。
なお、ワルスカにはマコーミックを含めて6回の結婚歴がある。
1. Archadie d'Eighnhorn（ロシアの男爵で軍人、1914年に彼の飲酒癖がもとで離婚）[3]
2. ジョゼフ・フランケル博士（Dr.Joseph Fraenkel、ニューヨークの内分泌学の権威、1920年に死別）
3. アレクサンダー・スミス・コクラン（en:Alexander Smith Cochran、カーペット業界の大立者で富豪、1920年に離婚）
4. ハロルド・マコーミック（Harold Fowler McCormick、実業家、1922年に結婚し1931年に離婚）
5. ハリー・マシューズ（en:Harry Grindell Matthews、イギリスの発明家、1941年に死別）
6. テオス・バーナード（en:Theos Casimir Bernard、ヨーガ及びチベット仏教の研究者、1946年離婚）

彼女には1934年にフランス政府からレジオン・ドヌール勲章を受章したのを始めとして、数回の受章歴がある。

## エピソード
- ワルスカは1926年に高名なファベルジェ・エッグのうちの一つ、マールバラ公爵夫人のエッグ (en:Duchess of Marlborough Egg)[4]を慈善オークションで購入した[5]。